# Санленд-Парк
Санленд-Парк (англ. Sunland Park, Парк земли солнца) — город на юго-западе США, в округе Донья-Ана штата Нью-Мексико. Население 13 309 человек (перепись 2000).

## История
Ранее известный как Анапра (англ. Anapra), город Санленд-Парк был назван в честь ипподрома Санленд-Парк и казино. Первые испанские поселенцы прибыли в эти места в 1550-х годах. В 1924 году Анапра был приобретён железнодорожной компанией «Сазерн Пасифик» и стал известен под своим нынешним названием.

## География
По данным Бюро переписи населения США, Санленд-Парк имеет площадь 28,0 км², из которых 0,6 км² (2,31 %) — вода.
Город расположен у подножия горы Кристо-Рей, рядом с рекой Рио-Гранде.

## Население
По данным переписи населения 2000 года в Санленд-Парке проживало 13 309 человек, 2969 семей, насчитывалось 3355 домашних хозяйства и 3617 жилых дома. Средняя плотность населения составляла около 486,6 человек на один квадратный километр. Расовый состав Санленд-Парка по данным переписи распределился следующим образом: 69,80 % белых, 0,53 % — чёрных или афроамериканцев, 0,81 % — коренных американцев, 0,07 % — азиатов, 0,01 % — выходцев с тихоокеанских островов, 2,76 % — представителей смешанных рас, 26,02 % — других народностей. Испаноязычные составили 96,44 % от всех жителей.
Из 3355 домашних хозяйств в 55,1 % — воспитывали детей в возрасте до 18 лет, 63,0 % представляли собой совместно проживающие супружеские пары, в 20,8 % семей женщины проживали без мужей, 11,5 % не имели семей. 9,9 % от общего числа семей на момент переписи жили самостоятельно, при этом 3,9 % составили одинокие пожилые люди в возрасте 65 лет и старше. Средний размер домашнего хозяйства составил 3,95 человека, а средний размер семьи — 4,24 человека.
Население по возрастному диапазону по данным переписи 2000 года распределилось следующим образом: 37,5 % — жители младше 18 лет, 11,9 % — между 18 и 24 годами, 26,5 % — от 25 до 44 лет, 16,6 % — от 45 до 64 лет и 7,5 % — в возрасте 65 лет и старше. Средний возраст жителей составил 25 лет. На каждые 100 женщин в Санленд-Парке приходилось 93,5 мужчины, при этом на каждые 100 женщин 18 лет и старше приходилось 88,4 мужчин также старше 18 лет.
Средний доход на одно домашнее хозяйство составил 20 164 доллара США, а средний доход на одну семью — 21 255 долларов. При этом мужчины имели средний доход в 17 838 долларов США в год против 15 129 долларов среднегодового дохода у женщин. Доход на душу населения составил 6576 долларов в год. 36,3 % от всего числа семей в городе и 39,0 % от всей численности населения находилось на момент переписи населения за чертой бедности, при этом 46,2 % из них были моложе 18 лет и 34,6 % — в возрасте 65 лет и старше.

## Достопримечательности
- Парк «Горы Франклин»
- Парк развлечений Western Playland
- Музей «Американа»
- Музей искусств Эль-Пасо
- Музей авиации War Eagles
- Ипподром Санленд-Парк

## Фотогалерея

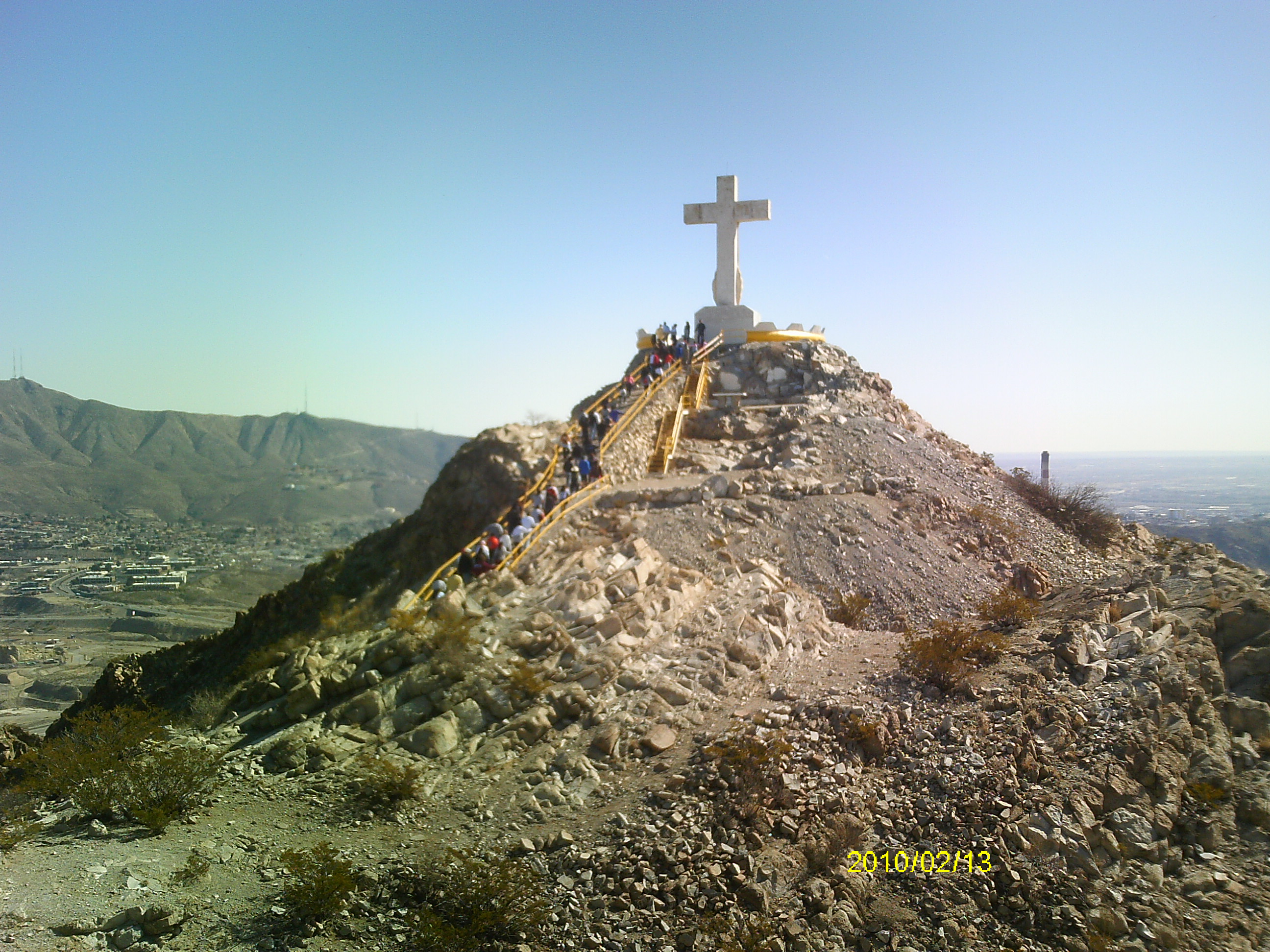
Гора Кристо-Рей
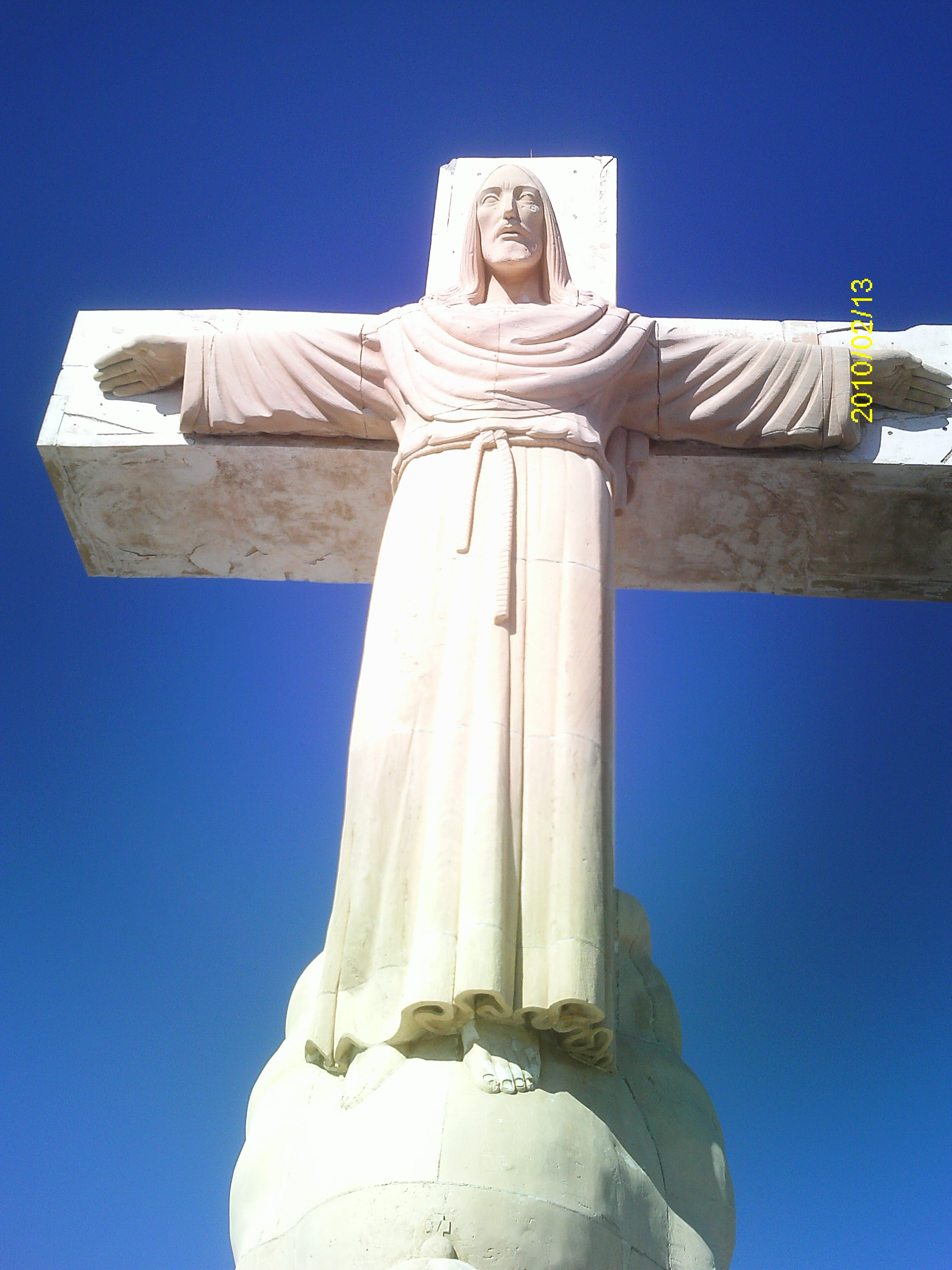
Статуя Христа на горе Кристо-Рей
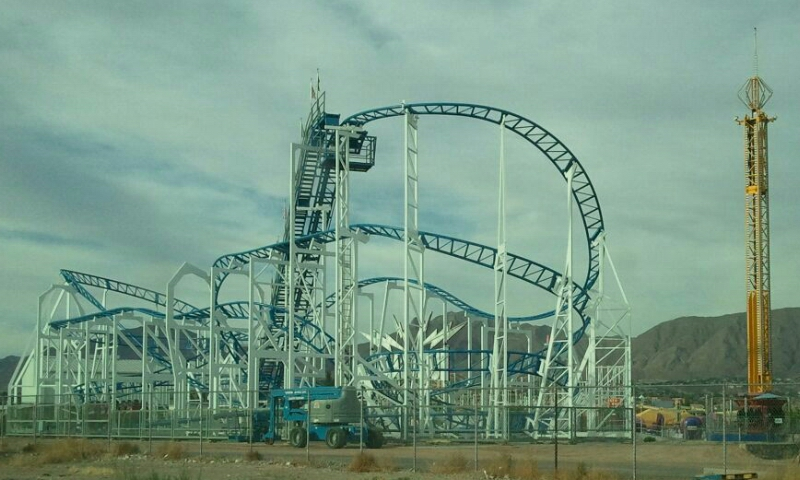
Парк развлечений Western Playland